# Carmina Slovenica

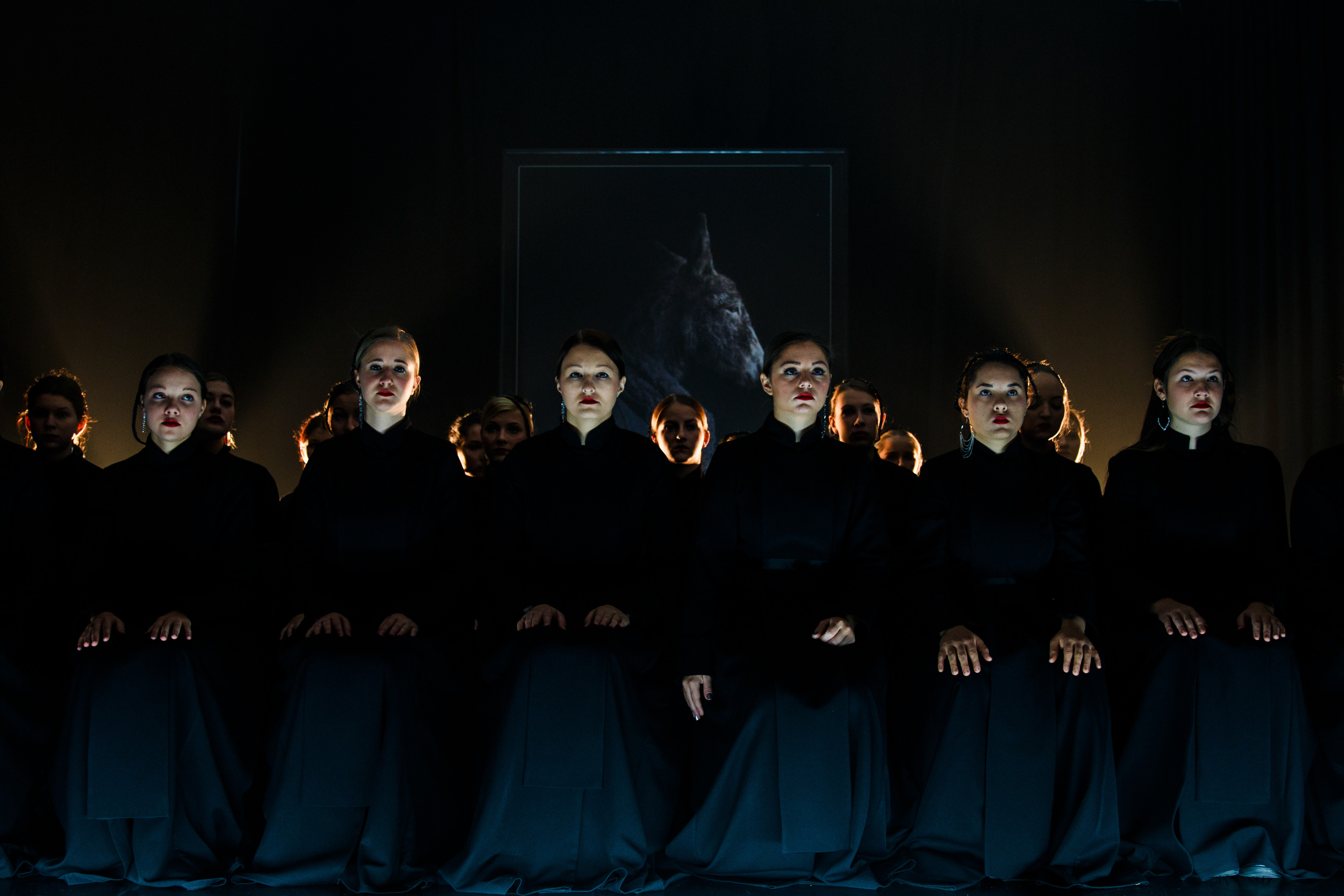
Carmina Slovenica lors d'une performance dans le cadre du projet "Fortuna Fauvelu ne bo par!"

Carmina Slovenica est un chœur originaire de Slovénie.

## Premières formations
The Central Choir of Maribor est fondé en 1964 par entre autres Branko Rajšter. Il est plus tard renommé The Youth Choir Maribor.
Première apparition en public en 1965.

### Récompenses
- Prix de bronze pour leur première compétition au festival à Celje en Slovénie en 1965, prix d'or en 1967, 1969, 1971, 1973 et 1975. Vainqueurs à la compétition 'internationale' du festival à Celje en 1975 et 1977.

À l'étranger :
- 3e place à Arezzo en Italie en 1969
- 'BBC Award' à Londres au Royaume-Uni en 1974
- 1er prix à Varna (probablement en Bulgarie) en 1975
- 1er prix et prix spécial du jury pour le 'best performed obligatory song' à Neerpelt en Belgique en 1976
- 2e prix à Prato en Italie en 1982
- 1re place dans sa catégorie et 'special BUFA Fund Award', alors délivré pour la première fois, pour le 'best performed obligatory song' au festival intercontinental à Haag (probablement en Allemagne ou aux Pays-Bas) en 1983
- 2e prix et 'Special Award' de Radio Zurich à Montreaux en Suisse en 1984
- 1er prix dans la catégorie choriste et 2e prix dans la catégorie du chant renaissance à Karditsa en Grèce en 1988

Enregistrements pour plusieurs radios et maisons de télévision dans le monde.
Autres :
- 'Gallus plaque' en 1974
- 'Prešeren Found Award for artistic achievements', voir France Prešeren, en 1976
- 'Golden Coat-of-Arms' de la ville de Maribor en 1985 pour ses performances artistiques exceptionnelles

### Résultats
Plusieurs musiciens et professeurs de musique distingués sont issus de ce chœur dont Karmina Šilec qui en prit la direction en décembre 1989 et y apporta des approches et une identité nouvelles.

## Suite
1990
- Concert au 'Mimara Museum' à Zagreb, Croatie.

Collaboration avec l'orchestre philharmonique de Zagreb pour la reprise de la cantate Carmina Burana
1991
- Tournée en Allemagne

1992
- 'International festival Lieder Europaische Landern', Allemagne
- 1er prix "Summa cum laude" à la compétition internationale à Neerpelt, Belgique
- Festival international de musique contemporaine à Rottenburg, Allemagne
- Collaboration pour la reprise 'The Nutscraker ballet' de Tchaikovsky
- Collaboration pour la reprise de 'La Boheme' de Puccini

1993
- Festival International de Nancy, France

1994
- 'International competition Kathaumixw' à Powell River, Canada

- 1er prix dans la catégorie " Choir competition "
- 1er prix dans la catégorie "Chamber choirs"
- 2e prix dans la catégorie "Contemporary Music"
- 2e prix dans la catégorie "Folk Music"
- proclamé "the most outstanding choir of Kathaumixw 94"
- Festival international de Bydgoszcz, Pologne

1995
- 'European Symposium on Choral Music' organisé par 'International Federation for Choral Music' (K. Penderecki: Passion According to St. Luke)
- Concert au 30e anniversaire 'More a tale than reality'

1996
- Tournée en Afrique du Sud
- Festival international 'Glasbeni september', Slovenie (G. Pergolesi: Stabat Mater)
- Concert avec 'Maribor Symphony Orchestra' (C. Debbusy: Nocturnes, H. Wolf: Elfenlied)
- Concert avec 'Radio and TV Slovenia Symphony Orchestra' (J. S. Bach: Magnificat)

1997
- 'International competition Golden Gate', California

- 1er prix dans la catégorie "Choir competition"
- 1er prix dans la catégorie "Contemporary music"
- 1er prix dans la catégorie "Folk music«
- un 'audience award'
- Compétition internationale à Des Moines, Iowa

- médaille d'or dans la catégorie « Choir competition »
- 1er prix dans la catégorie « Chamber choir »
- 1er prix dans la catégorie « Folk music »
- Concert au 'General Assembly of Europa Cantat'
- Europa Cantat, Australie
- Édition du CD Druml'ca - Slovenian choral opus I.
- Concert Aurora
- Festival international 'Glasbeni september', Slovenie

1998
- Tournée au Canada
- Tournée aux États-Unis
- 1er prix avec 100 % des points au 'European Choir Festival' à Kalundborg, Danemark
- 'Europaisches Jugendchor Festival Basel' à Bâle, Suisse
- Édition du CD Following the sun

2001
- 'World Conference for Children's Choral Music' à Hong Kong, Chine
- 2e 'International Children's Choir Festival China' à Pékin, Guiyang et Guangzhou, China
- Concert “Slovenian Sounds” lors de la cérémonie du 'Prešeren Award'
- Édition du CD Times and Places

1999
- 'Prestige vocal a fourviere' à Lyon, France
- 'Sympatti festival', Finlande

2000
- Festival Radovljica (“Fallen Women”)
- Projet "Vampirabile"
- Festival 'America Cantat III.' à Caracas, Venezuela
- Festival Julio Villarroel à Margarita, Venezuela
- Concert de gala au 'Choir Olympics' à Linz, Autriche
- Festival 'Europa Cantat XIV. - Songbridge project' à Nevers, France
- 'Global project Across the Bridge of Hope'

2002
- 'Donne in Musica' à Rome, Italie, et au Vatican
- Festival international 'Glasbeni september', Slovenia
- G. Mahler’s 8. Symphony
- Rok Golob: 'The planet of Life'
- Concert 'Musica Inaudita'
- Édition du CD Citira - Slovenian choral opus II.

2003
- 'Vampirabile', 'ISCM World Music Days' à Ljubljana, Slovenia
- Project Scivias
- Tournée en Argentine
- Tournée au Chili

2004
- Projet Adiemus
- 'Moscow Easter Festival', Moscou, Russie
- 'Festival Wratislavia Cantans 2004', Pologne
- 'Polyfollia - The International Showcase for choir singing', France

2005
- Festival 'Dresdner Musikfestspiele 2005', Dresde, Allemagne
- Concert avec 'Radio and TV Slovenia Symphony Orchestra'
- Tournée en Suède
- Tournée en Espagne
- Édition de CD CM1

2006
- Tournée en Italie
- Projet Drum Cafe
- Tournée au Portugal
- Projet "O Deus"
- Projet 'From Time Immemorial'

2007
- Festival Attacca
- 'Staged project CS LIGHT'
- Tournée en France
- Projet Attacca
- Tournée aux États-Unis
- Seconde tournée en France
- CD Vampirabile